# Maria Elisabeth Brunner
Maria Elisabeth Brunner (* 12. September 1957  in Pflersch) ist eine italienische Germanistin.

## Leben
Nach der Promotion in Germanistik/Geschichte in Innsbruck 1983 war sie von 1984 bis 1994 Lektorin für Deutsch als Fremdsprache an den Universitäten Messina, Catania und Trient. Von 1994 bis 1998 war sie Dozentin für italienische Sprache und Literatur an der Universität Stuttgart, von 1998 bis 2000 wissenschaftliche Assistentin an der Universität Hildesheim im Fachbereich „Didaktik der deutschen Literatur“. Von 2000 bis 2015 lehrte sie als Professorin für Deutsche Literatur und ihre Didaktik an der pädagogischen Hochschule Schwäbisch Gmünd.

## Schriften (Auswahl)
- Buch und Lesen auf dem Dorf. Katholische Volksbüchereien in Südtirol. Geschichte, kultureller Hintergrund und Lesestoffangebot. Frankfurt am Main 1985, ISBN 3-88129-838-X.
- Der Deserteur und Erzähler Alfred Andersch. "Daß nichts dunkel gesagt werden darf, was auch klar gesagt werden kann."  Peter Lang Verlag der Wissenschaften. Frankfurt am Main 1997, ISBN 978-3631318928
- Interkulturell, international, intermedial. Kinder und Jugendliche im Spiegel der Literatur. Deutsche Literatur & Kulturwissenschaften. Frankfurt am Main 2005, ISBN 978-3-6315-2627-9.
- Bis diese Wörter aus deinem Land aufgestanden und zu meinem Land gelaufen sind, haben sie sich unterwegs ein wenig verändert. Überlegungen zur transnationalen und postmodernen Gegenwartsliteratur. Würzburg 2018, ISBN 978-3-8260-6409-8
- Geschichte und Zeugenschaft. Literatur als Seismograph von Kulturen und Gesellschaftsformen der Gegenwart. Würzburg, 2016, ISBN 978-3- 8260-5849-3